# Aleksiej Małaszenko
Aleksiej Wsiewołodowicz Małaszenko (ros. Алексей Всеволодович Малашенко, ur. 2 lutego 1951 w Moskwie, zm. 3 stycznia 2023) – rosyjski historyk, orientalista, politolog, wykładowca i publicysta.

## Życiorys
W 1974 ukończył studia w Instytucie Krajów Azji i Afryki przy Moskiewskim Uniwersytecie Państwowym im. Łomonosowa. W trakcie studiów odbył praktyki językowe w Turkmeńskiej SRR i Egipcie. W 1978 otrzymał stopień kandydata nauk, a w 1995 doktora nauk historycznych.
W latach 1974–1976 odbywał służbę wojskową w Armii Radzieckiej na terenie Algierii. Po powrocie do kraju został pracownikiem naukowym Instytutu Orientalistycznego Akademii Nauk ZSRR. W latach 1979–1980 uczestniczył w ekspedycji naukowej w Libii. Od 1982 do 1986 był redaktorem czasopisma „Problemy mira i socializma”. Od 1986 do 1999 był kierownikiem Studiów nad Islamem w Instytucie Orientalistycznym AN ZSRR, a następnie Rosyjskiej Akademii Nauk. W 1990 wykładał gościnnie w Colgate University w USA. Od 2000 jest wykładowcą w Moskiewskim Państwowym Instytucie Stosunków Międzynarodowych.
Współpracuje z Moskiewskim Centrum Carnegie, zasiada w Radzie Naukowej i kieruje programem „Religia, społeczeństwo i bezpieczeństwo”. Specjalizuje się w tematyce islamu, zwłaszcza na terenie Rosji (w tym na Kaukazie Północnym) i krajów byłego ZSRR.

## Wybrane publikacje
- Oficialnaja ideologija sowriemiennogo Ałżyra, 1982
- Tri goroda na Siewierie Afriki, 1986
- W poiskach altiernatiwy. Arabskije koncepcii putiej razwitija, 1991
- The Soviet Union and the Muslim Nations, 1988
- The Last Red August, 1993
- Islam in Central Asia, 1994
- Musulmanskij mir SNG, 1996
- Isłamskoje wozrożdienije w sowriemiennoj Rossii, 1998
- Isłamskije orijentiry Siewiernogo Kawkaza, 2001
- Russia's Restless Frontier. The Chechnya Factor in Post-Soviet Russia, 2004
- Isłam dla Rossii, 2007
- Isłam w Rossii. Wzglad iz regionow, 2007 (red.)